# Garfield: Big, Fat, Hairy Deal
Garfield: Big, Fat, Hairy Deal, a video scritto anche senza virgole, è il primo videogioco basato sul personaggio di Garfield, pubblicato nel 1988 per gli home computer Amiga, Amstrad CPC, Atari ST, Commodore 64 e ZX Spectrum dall'etichetta The Edge, allora appartenente a Softek International. Si tratta di un'avventura dinamica ambientata a casa di Garfield e nelle zone circostanti, con l'obiettivo di salvare la sua fidanzata Arlene dal gattile municipale.
Garfield: Winter's Tail viene a volte considerato un seguito, ma non ci sono collegamenti nel gioco.

## Modalità di gioco
Il giocatore controlla Garfield in un ambiente da esplorare, formato da numerose schermate fisse con visuale di profilo collegate in varie direzioni. Si comincia dalla casa del padrone di Garfield, Jon, e ci si deve avventurare nei giardini, strade, negozi circostanti e nelle fognature sotterranee. In fondo allo schermo scorrono scritte in inglese con i commenti di Garfield sulla situazione.
Garfield può camminare orizzontalmente, saltare, raccogliere o abbandonare oggetti, dare calci, soprattutto al cane Odie, e utilizzare un oggetto posseduto.
Garfield può trasportare un solo oggetto alla volta, ma anche Odie e il gattino Nermal possono trasportare un oggetto a testa; a video vengono sempre mostrate le icone degli oggetti posseduti da tutti e tre, ovunque si trovino. Gli oggetti possono essere cibo oppure altre cose da utilizzare nel modo giusto per risolvere l'avventura. Calciare gli altri due personaggi permette di prendere il loro oggetto. Nermal dev'essere trovato, mentre Odie tende a gironzolare spesso attorno a Garfield; è sia un fastidio, sia a volte un aiuto col trasporto degli oggetti.
Le condizioni di Garfield sono indicate da due barre, una della sazietà e una del riposo, e il gioco termina con la sconfitta se una delle due arriva a zero. La sazietà cala lentamente col tempo, mentre si recupera mangiando il cibo raccolto. Il riposo si consuma compiendo azioni di gioco, incluso camminare, o toccando Odie o nemici come gli enormi ratti, e si recupera stando fermi.
Uscirono prima le versioni per i computer a 8 bit, e diversi mesi dopo quelle per i 16 bit (Amiga e Atari ST). In queste ultime non è presente l'indicatore del riposo, ma solo quello della sazietà, rappresentato da una pila di pizze.